# کوه استرایپد
کوه استرایپد (به انگلیسی: Striped Mountain) یک کوه در ایالات متحده آمریکا است که در شهرستان فرزنو، کالیفرنیا واقع شده‌است. کوه استرایپد ۴٬۰۱۷٫۰۱ متر بالاتر از سطح دریا واقع شده‌است.